# Liste der Landschaftlich Schönen Orte in der Präfektur Ōita

Lage der Präfektur Ōita

Diese Liste der Landschaftlich Schönen Orte in der Präfektur Ōita umfasst Landschaftlich Schöne Orte der japanischen Präfektur Ōita. Diese können auf nationaler Ebene durch den Minister für Bildung, Kultur, Sport, Wissenschaft und Technologie oder den Leiter des Amtes für kulturelle Angelegenheiten ausgewiesen werden, sowie auf Präfektur- oder Gemeindeebene. Neben den ausgewiesenen gibt es noch registrierte Landschaftlich Schöne Orte, die begrenztere Unterstützung und Schutz erhalten. Der Schutz und Erhalt der Stätten ist nach dem 1950 in Kraft getretenen Kulturgutschutzgesetz geregelt, welches das „Gesetz zum Erhalt historischer und landschaftlich schöner Stätten und Naturdenkmäler“ (史蹟名勝天然紀念物保存法 Shiseki meishō tennenkinenbutsu hozonhō) von 1919 ablöste.

## Auszeichnungskriterien
Mögliche Auszeichnungskriterien für Landschaftlich Schöne Orte sind:
1. Parks und Gärten
2. Brücken und Dämme
3. Blühende Bäume, blühende Wiesen, Laubfärbung im Herbst, grüne Bäume und andere Orte mit dichtem Bewuchs
4. Orte mit Vögeln, Wildtieren, Fischen, Insekten und anderem
5. Felsen und Höhlen
6. Schluchten, Wasserfälle, Gebirgsbäche, Abgründe
7. Seen, Sümpfe, Feuchtgebiete, schwimmende Inseln, Quellen
8. Sanddünen, Nehrungen, Küsten, Inseln
9. Vulkane, Onsen
10. Berge, Hügel, Hoch- und Tiefebenen, Flüsse
11. Aussichtspunkte

## Legende
- Denkmal: Name des Landschaftlich Schönen Ortes; darunter steht die japanische Bezeichnung
- Lage: Lage des Ortes sowie Koordinaten
- Beschreibung und Anmerkungen: Kurze Beschreibung des Ortes sowie eventuelle Anmerkungen zu weiteren Ausweisungen
- Ausweisungsdatum: Datum der Ausweisung als Landschaftlich Schöner Ort und zusätzlich bei Besonderen Landschaftlich Schönen Orten in Klammern das Ausweisungsdatum als Besonderer Landschaftlich Schöner Ort
- Typ: Nummer des Auszeichnungskriteriums oder der Auszeichnungskriterien
- Links: Weblink zum Landschaftlich Schönen Ort in der Datenbank der nationalen bzw. präfekturalen Kulturgüter Japans sowie auf den Wikidata-Eintrag (Symbol: )
- Bild: Repräsentatives Bild des Landschaftlich Schönen Ortes und gegebenenfalls einen Link zu weiteren Fotos des Kulturdenkmals im Medienarchiv Wikimedia Commons

## National ausgewiesene Landschaftlich Schöne Orte
Stand 1. Oktober 2022 sind in der Präfektur sechs Landschaftlich Schöne Orte auf nationaler Ebene ausgewiesen.
| Denkmal                                                                                  | Lage                       | Beschreibung und Anmerkungen                                                    | Ausweisungsdatum | Typ  | Links | Bild            |
| ---------------------------------------------------------------------------------------- | -------------------------- | ------------------------------------------------------------------------------- | ---------------- | ---- | ----- | --------------- |
| Ehemaliger Garten der Familie Kurushima 森陣屋 Kyū-Kurushima-shi teien                   | Kusu (Karte)               |                                                                                 | 24. Jan. 2012    | 1    |       | Bild gesucht BW |
| Hölle von Beppu 別府の地獄 Beppu-no-jigoku                                               | Beppu (Karte)              |                                                                                 | 23. Juli 2009    | 9    |       | weitere Bilder  |
| Yabakei 耶馬渓 Yabakei                                                                   | Hita, Usa, Nakatsu (Karte) | innerhalb des Yaba-Hita-Hikosan-Quasi-Nationalparks; erweitert am 14. Juli 1936 | 7. März 1923     | 5, 6 |       | weitere Bilder  |
| Tennen-ji Yaba - Mudō-ji Yaba 天念寺耶馬及び無動寺耶馬 Tennen-ji Yaba oyobi Mudō-ji Yaba | Bungo-Takada (Karte)       | ca. 14,7 ha                                                                     | 13. Okt. 2017    |      |       |                 |
| Nakayama-Senkyō (Ebisu-Tal) 中山仙境(夷谷) Nakayama-senkyō (Ebisu-dani)                  | Bungo-Takada (Karte)       | ca. 164,2 ha                                                                    | 15. Okt. 2018    |      |       | Bild gesucht BW |
| Monju Yaba 文殊耶馬 Monju Yaba                                                           | Kunisaki (Karte)           |                                                                                 | 15. Okt. 2018    |      |       | weitere Bilder  |

## Auf Präfekturebene ausgewiesene Landschaftlich Schöne Orte
Stand 28. Mai 2019 sind sieben Landschaftlich Schöne Orte auf Präfekturebene ausgewiesen.
| Denkmal                                        | Lage                 | Beschreibung und Anmerkungen | Ausweisungsdatum | Typ | Links | Bild            |
| ---------------------------------------------- | -------------------- | ---------------------------- | ---------------- | --- | ----- | --------------- |
| Noike-Park 納池公園 Noike kōen                 | Taketa (Karte)       |                              |                  |     |       | Bild gesucht BW |
| Ebisu-Tal 夷谷 Ebisu-dani                      | Bungo-Takada (Karte) |                              |                  |     |       | Bild gesucht BW |
| Fuji-Flusstal 藤河内渓谷 Fuji-gawa chi-keikoku | Saiki (Karte)        |                              |                  |     |       | Bild gesucht BW |
| Kyūsuikei 九酔渓 Kyūsuikei                     | Kokonoe (Karte)      |                              |                  |     |       |                 |
| Yufu-Flusstal 由布川峡谷 Yufu-gawa kyōkoku     | Yufu (Karte)         |                              |                  |     |       |                 |
| Denraiji-Garten 伝来寺庭園 Denraiji teien      | Hita (Karte)         |                              |                  |     |       | Bild gesucht BW |
| Myōkyōji-Garten 妙経寺庭園 Myōkyōji teien      | Kitsuki (Karte)      |                              |                  |     |       | Bild gesucht BW |

## Auf Gemeindeebene ausgewiesene Landschaftlich Schöne Orte
Stand 1. Mai 2018 sind 23 Landschaftlich Schöne Orte auf Gemeindeebene ausgewiesen.

## Registrierte Landschaftlich Schöne Orte
Stand 1. Juni 2019 sind vier Landschaftlich Schöne Orte auf nationaler Ebene registriert (im Gegensatz zu ausgewiesen).
| Denkmal | Lage              | Beschreibung und Anmerkungen | Ausweisungsdatum | Typ | Links | Bild            |
| --- | ----------------- | --- | ---------------- | --- | ----- | --------------- |
| Ehemaliger Garten der Villa von Narikiyo Hiroe (Tekizansō-Garten) 旧成清博愛別邸庭園（的山荘庭園） kyū-Narikiyo Hiroe bettei teien (Tekizansō teien) | Hiji (Karte)      | | 26. Jan. 2015    |     |       |                 |
| Chinda-Wasserfälle 沈堕の滝 Chinda no taki | Bungo-Ōno (Karte) | Ein Paar Wasserfälle mit einer Höhe von 17 m und einer Breite von 93 m bzw. 18 m und 4m | 26. Juli 2007    |     |       | weitere Bilder  |
| Kōmori-Wasserfall 蝙蝠の滝 Kōmori no taki | Bungo-Ōno (Karte) | | 26. Juli 2007    |     |       | Bild gesucht BW |
| Shiramizu-Wasserfall 白水の滝 Shiramizu no taki | Taketa (Karte)    | Der Wasserfall befindet sich am obersten Abschnitt des Flusses Daiya, einem Zufluss des Ōno, an dem zahlreiche Wasserfälle liegen. Die Ausweisung erstreckt sich über die Grenzen von Takamori in die Präfektur Kumamoto. | 26. Juli 2007    |     |       |                 |